# 早坂太吉
早坂 太吉（はやさか たきち、1935年11月 - 2006年1月25日）は日本の実業家・最上恒産会長。「地上げの帝王」と呼ばれた。

## 経歴
山形県北村山郡大石田町で男11人女4人の15人兄弟の末子として生まれる。小学校5年のとき、国鉄職員の父が肺炎で死亡。中学1年で母も死亡。長兄夫妻を親代わりに育つ。中学卒業後に上京し、鎌倉近在の大工となる。その後、22歳で建売業を始め、不動産業で成功し、東京・赤坂の一等地にビルを待つようになる。みずからは暴力団員ではなかったが、上京後、暴力団の組長に拾われて世渡りしてきた関係から暴力団と密接な関係を持っていた。
1986年、バブル景気直前の土地が高騰し始めた時期、東京・西新宿の地上げに成功し、その影響で企業所得第3位に最上恒産が初登場。当時は2000億円を超える金を動かし、女と競馬に数十億円を注ぎ込んだ。競走馬を120頭所有し、1レースに数千万円を賭けたこともある。傍ら、暴力団から恨みを買い、1986年2月22日、東京都世田谷区の自宅に銃弾を撃ち込まれる事件が発生。
のち西新宿の地上げに対して所得税法違反で摘発を受け、執行猶予2年つきの有罪判決を受ける。
私生活では、妻を癌で亡くした後、銀座のバー「トワ・エ・モア」の元マダム安達洋子と内縁関係にあったが、安達の連れ子の親友である小出明子を愛人とし、スキャンダルとなったこともある（のち小出明子は川添象郎と結婚）。不貞行為や家庭内暴力の常習犯でもあり、安達母子から家を去られた後、資産の半額にあたる750億円の慰謝料請求訴訟を起こされ話題となった（1990年9月19日、東京家庭裁判所にて、慰謝料5億円で和解が成立）。
バブル崩壊後、1993年に自らの会社が倒産。しかし倒産後も金には不自由せず、2001年には伊東に別荘を購入している。1993年2月には、妻の遺骨が世田谷区内の墓より盗まれ、脅迫状の指示通り300万円を振り込み、脅し取られた。
1994年、再婚相手で元歌手の円山理英子と離婚。1998年と2001年にはそれぞれ別の韓国女性と再婚。
2001年末に脳梗塞で倒れたが、最初に担ぎ込まれた病院で単なる酔っぱらいと間違えられたことから治療が受けられず、他の病院で脳梗塞と判明した時には脳死状態となっていた。以後は東邦大学医学部付属大橋病院に入院し、生命維持装置で生き永らえ、2006年1月25日午前4時頃に死去した。

## 馬主活動と所有馬
日本中央競馬会（JRA）に登録していた馬主としても知られた。勝負服の柄は白、緑玉霰、桃袖緑一本輪、冠名には「モガミ」「ハヤ」「ハヤノ」を用いた。
最上恒産のグループ会社として1974年に設立され、北海道で育成牧場を経営していた「株式会社最上ホースクラブ」の名義でも競走馬を所有していたが、同社は1994年に40億円の負債を抱えながら倒産した。勝負服の柄は黄、赤襷、袖赤縦縞と個人名義と大きく異なるが、冠名は個人名義と同様「モガミ」を用いた。

### 主な所有馬
*印は最上ホースクラブ名義の所有馬。
- トネキング（1984年新潟アラブステークス）
- モガミヤシマ（1987年NHK杯、1988年中山記念）
- モガミナイン*（1988年スプリングステークス）
- モガミチャンピオン*（1989年カブトヤマ記念）
- モガミスイス*（1991年・1992年根岸ステークス2着）

## 関連書籍
- 佐野眞一『あぶく銭師たちよ!―昭和虚人伝』 筑摩書房 (1999/01)
- 安達洋子『冬の花火―地上げの帝王・早坂太吉との二千日 』 日新報道 (1991/03)